# (4205) Дэвид Хьюз
(4205) Дэвид Хьюз (лат. David Hughes) — астероид, относящийся к группе астероидов, пересекающих орбиту Марса. Он был открыт 18 декабря 1985 года американским астрономом Эдвардом Боуэллом в обсерватория Андерсон-Меса и назван в честь американского астронома Дэвида Хьюза.

Орбита астероида Дэвид Хьюз и его положение в Солнечной системе

Ближайшее сближения с Марсом состоятся 12 октября 2026 и 24 ноября 2103 года, когда астероид пролетит примерно на расстоянии 0,029 а. е. (4,3 млн км) от планеты.